# Furmint

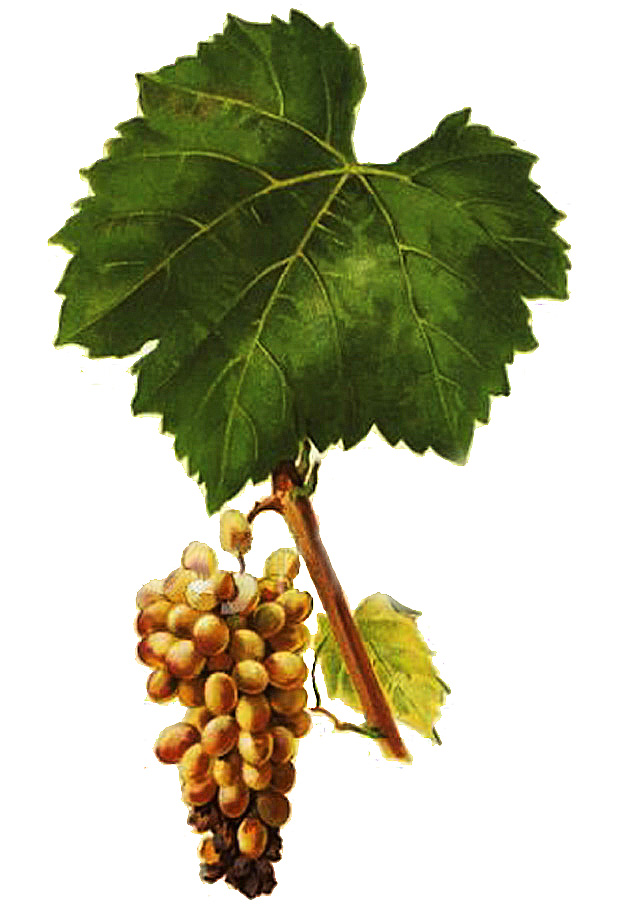
Zobrazení odrůdy Furmint z publikace Ampélographie, Viala et Vermorel

Furmint je starobylá moštová odrůda révy vinné (Vitis vinifera) určená k výrobě bílých vín. Jedná se o spontánního křížence odrůdy Gouais blanc (Heunisch) s doposud nezjištěnou odrůdou.

## Popis
Réva vinná (Vitis vinifera) odrůda Furmint je jednodomá dřevitá pnoucí liána dorůstající v kultuře až několika metrů. Kmen tloušťky až několik centimetrů je pokryt světlou borkou, která se loupe v pruzích. Úponky révy jsou krátké, umožňují této rostlině pnout se po pevných předmětech. Robustní odrůda středně bujného až bujného růstu má vzpřímené až polovzpřímené letorosty. Vrcholky letorostů a první dva apikální mladé lístky jsou silně bíle vlnatě ochmýřené, další, bazální lístky jsou jakoby „plisované“, světle zelené, na okrajích, tedy na zoubkování temně růžově zabarvené, na líci pavučinovitě ochmýřené, na rubu silně bíle vlnatě plstnaté. Internodia a nodia jsou zelená, bez pigmentace a bez ochmýření, stejně jako pupeny. Réví dobře vyzrává, jednoleté réví je poměrně tenké, eliptického průřezu, temně žlutohnědé až tmavohnědé, rýhované, s velkými očky.
List je středně velký až velký, často širší než delší, pentagonální až okrouhlý, mělce až středně hluboce třílaločnatý, zřídka pětilaločnatý, horní výkroje jsou otevřené, lyrovité. Čepel listu je světle zelená, mírně zvlněná a slabě puchýřnatá, poměrně silná, rub je silně plstnatý, žilnatina na rubu silně obrvená, zoubkování na okraji listu je výrazné, ostré. Řapíkový výkroj je většinou široce otevřený až otevřený, klínovitý až lyrovitý, méně často uzavřený s průsvitem. Řapík listu je krátký až velmi krátký, kratší než medián listu či stejně dlouhý, vínově červený, žilnatina v oblasti napojení řapíku je pouze slabě pigmentovaná antokyaniny. Podzimní barva listů je žlutá.
Oboupohlavní pětičetné květy v hroznovitých květenstvích jsou žlutozelené, samosprašné. Plodem jsou středně velké (12–16 × 10–14 mm, 1,8–2,5 g), okrouhlé až krátce eliptické bobule nestejné velikosti, se středně silnou, průměrně ojíněnou slupkou, zelenožluté až sytě žluté barvy, v plné zralosti narezavělé či na osluněné straně s hnědými skvrnkami, s rozplývavou, šťavnatou, nezbarvenou dužinou sladké, příjemné, neutrální hroznové chuti s 2–4 semeny. Stopečky bobulí jsou střednně dlouhé a štíhlé, u bobule jsou zduřelé, lehce oddělitelné. Hrozen je středně velký (10–16 × 7–10 cm, 100–135 g), válcovitý, zřídka s malým raménkem (křidélkem), volnější až středně kompaktní, stopky jsou krátké, do 4 cm, středně silné, dlouho zelené, v době sklizně středně lignifikované.

## Původ a rozšíření
Furmint je starobylá, pozdní moštová odrůda vinné révy (Vitis vinifera), podle posledních genetických výzkumů spontánní kříženec odrůdy Gouais Blanc (Heunisch) s doposud nezjištěnou odrůdou. Skutečné místo původu odrůdy se patrně už nepodaří vypátrat, existuje několik hypotéz, dle první se z původního místa výskytu, z oblasti Tokaj-Hegyalja v Maďarsku, rozšířila do ostatních oblastí Maďarska (Somló, Bükkalja) a odtud dále do světa, poprvé je ostatně písemně zmíněna právě v Maďarsku, již roku 1623. Dle jiného zdroje se ale do Maďarska měla dostat kolem r. 1250, za vlády krále Bély IV, který chtěl obnovit vinice po mongolském vpádu, z Itálie, z oblasti Piemontu (někdy se mluví o italsko-rakouském či rakousko-maďarském pomezí) a dle dalšího zdroje pochází z jihovýchodní Evropy, z Balkánu, z oblasti na Rumunsko-Moldavském pomezí, kde se též dodnes pěstuje.
Největší plochy vinic této odrůdy dnes najdeme v Maďarsku, v oblasti Tokaj-Hegyalja, kde tvoří základ (60–70 %) pro výrobu tokajských vín, ale i v oblasti Somló, roku 1998 byl Furmint vysazen celosvětově na ploše cca 2.000 hektarů, z toho 1.600 hektarů bylo právě v Maďarsku. Dále se odrůda pěstuje také v rumunské Transylvánii, v oblasti Tirnava, na Ukrajině, zejména na Krymském poloostrově, v Moldavsku a Zakarpatsku, v rakouském Burgenlandu, v Chorvatsku, ve Slovinsku (pod názvem Šipon obzvláště v regionu Ljutomer) a ve Francii (dép. Gard, Hérault, Aude, tvoří zde součást cuvée vín AOC Palette), ale na malých plochách ji najdeme též například v Jihoafrické republice a v Alžírsku.
Odrůda není zapsána do Státní odrůdové knihy České republiky a není ani odrůdou, povolenou k výrobě zemských vín. Ojediněle ji najdeme ve společných výsadbách, často pod některým ze synonymních názvů, takže ani sám vinař neví, že pěstuje právě odrůdu Furmint. Na Slovensku, kde je registrovanou odrůdou, je pěstována výlučně na východě, v tokajské oblasti, kde společně s odrůdou Hárslevelü (Lipovina) tvoří základ tokajského sortimentu.

## Název
Název odrůdy má být odvozen z francouzského výrazu "froment“, v překladu „pšenice“, údajně pro zlatožlutou barvu vína (snad jako pole zralého obilí ?). Existuje ale také poněkud nepravděpodobná legenda, podle které měla odrůdu do Uher přivézt v 17. století benátská princezna Aurora Formentini jako svatební dar svému budoucímu choti, kterým byl maďarský magnát Ádám Batthyány.
Další, lokálně používaná synonyma odrůdy jsou : Фурминт, Токайский, Граса де Кртнар, Токай крупный, Пома грасса, Фурминт золотой, Сипон, Мослер (vše Rusko), Algemainer, Arany Furmint, Beregi Furmint, Bieli Moslavac, Bihari Boros, Budai Gohér, Cimigera, Csapfner, Csillagviragú Furmint, Damzemy, Demjén (Maďarsko), Edelweisser Tokayer, Edler Weisser Tokayer, Fehér Furmint, Formint, Formont, Fourminte, Furmint Bianco, F. de Minis, F. Feigher, F. Fehér, F. Szagos, F. Valtozó, Galbena, Gelber Furmint, Gelber Mosler, Gemeiner, Görgény, Görin, Gohér Fehér, Gorin, Grasa, Grasa de Cotnari (Rumunsko, identicita odrůd zatím nepotvrzena, pouze možná), Görgeny, Görin, Hólyagos Furmint, Jardanszki Furmint, Kéknyelü, Keresztesevelu Furmint, Király Furmint, Krhkopetec, Ligetes Furmint, Luttenberger, Madarkas Furmint, Mainak, Maljak, Malmsey (Rakousko), Malnik (Sýrie), Malvasia Verde, Malvoise Verte, Malzak, Mehlweiss, Moscavac Bijeli, Moslavac (Chorvatsko), Moslavina, Mosler (Rakousko-Štýrsko), M. Gelb, Moslertraube, Moslovac, Moslovez, Mehlweiß, Poam Grasa, Poma Grasa, Posip Bijeli (mylně), Poshipon, Posipon, Pospisel, Pošip (Chorvatsko, pozor, není totožná s odr. Posip Bjeli), Pošip Vrgonski, Rongyos Furmint, Salver, Sari Furmint, Sauvignon Vert (subvarieta Furmintu), Schimiger (Rumunsko), Schmiger, Seestock, Seeweinbeere, Shipo, Shipon, Shiponski, Sipelj, Sipo, Sipon, Siponski (Německo), Slovenie, Som, Som Shipo, Somszölö, Szala, Szalai, Szalai Janos, Szalay Göreny, Szegzoeloe, Szegszölö, Sziget, Szigethy Szöllö, Szigetitoca, Šipon (Slovinsko, bývalá Jugoslávie), Toca, Toca Tokai, Tokaiskii, Tokaisky (Rusko), Tokaijer, Tokaj Krupnyj, Tokay (Hérault, Francie), Tokayer, Ungarische, Vartozo Furmint (Bulharsko), Vigalyos Furmint, Weisser Landstock, W. Mosler, Weisslabler, Weisslauber, Zapfete, Zapfner (Rakousko-Burgenland, Maďarsko), Žilavka.

## Mutace odrůdyFurmint
Mutací odrůdy Furmint je odrůda s růžovými hrozny s názvem Furmint Piros, nepříliš hojně pěstovaná v Maďarsku, v oblasti Tokaj-Hegyalja. Přechodným typem mezi touto odrůdou a odrůdou Furmint je velmi vzácně se vyskytující odrůda Furmint Változó, v překladu z maďarštiny „měnlivý“ či „variabilní“ Furmint, která vykazuje znaky chiméry.

## Možné záměny
Dříve se v ampelografické literatuře uvádělo, že je Furmint v některých oblastech Slovinska, Chorvatska, Rumunska či Moldavska často pěstován ve smíšené výsadbě s odrůdami Pošip, Grasa (de Cotnari) nebo Šipon, což způsobilo, že mají velmi podobnou synonymiku a jsou vzájemně zaměňovány. Odrůdy Pošip a Grasa dnes většina ampelografů uvádí jako samostatné a svébytné odrůdy. V katalogu odrůd VIVC je odrůda Pošip Bjeli zmíněna jako kříženec odrůd Zlatarica Blatska bijela x Bratkovina Bijela. Odrůda Šipon je naproti tomu považována za identickou s odrůdou Furmint a je uváděna v její synonymice, synonymem odrůdy Šipon a tím i Furmint je patrně i název odrůdy Osipka (Sipa), uvedené na soupisu slovinských registrovaných odrůd.
Francouzský ampelograf Pierre Galet považuje odrůdu Furmint za identickou se savojskou odrůdou Altesse. Dle analýzy DNA je Furmint identický s chorvatskou odrůdou Moslavac. Italská odrůda Friulano (Tocai Friulano) nemá s maďarským tokajským ani s odrůdou Furmint nic společného. Za alsaským vínem názvu Tokay se skrývá odrůda Rulandské šedé.

## Pěstování
Odrůda špatně odolává mrazu (pouze do −15 °C), v letech s nepříznivým počasím v době květu trpí též sprcháváním květenství. Výnosy dává středně vysoké, ale značně nepravidelné. Preferuje dlouhý řez na 7–8 oček při zatížení 30–35 oček na keř. Za účelem zvýšení výnosů a snížení hráškovatění bobulí je účelné pěstovat révu ve smíšené výsadbě, kde Furmint tvoří 30% a Harslevelü 70%. Mošt má živou aciditou, vysoký potenciální obsah alkoholu a výrazné aroma, je tou nejdůležitější surovinou pro výrobu tokajského vína v Maďarsku, kde při pozdní sklizni dosahuje cukernatosti až 27–33 %. Typickou vlastností je vysoká mineralita moštu, podpořená sopečným podložím tokajské oblasti.

### Fenologie
Raší středně pozdně, týden po Chasselas, je tedy málo ohrožována pozdními jarními mrazy, zaměkat začíná koncem srpna, dozrává pozdně, v první až druhé dekádě října, ale v suchých letech se hrozny ještě ponechávají na keřích, aby se vytvořily cibéby. Vegetační cyklus trvá 165 dní při sumě aktivních teplot (SAT) 2960 °C.

### Choroby a škůdci
Odrůda je velmi náchylná k plísni šedé (Botrytis cinerea) a padlí révovému (Uncinula necator), náchylná k plísni révové (Plasmopara viticola), citlivá vůči obalečům, za deštivého počasí trpí hnilobou hroznů.

### Poloha a půdy
Furmint má vysoké nároky na polohu, preferuje dobře exponované jižní a jihozápadní svahy. Má poměrně nízké nároky na půdy, nejlépe prospívá v úrodnějších jílovito-hlinitých a hlinito-břidličnatých půdách, ale dobře snáší i lehké písčité a kamenité půdy.

## Víno

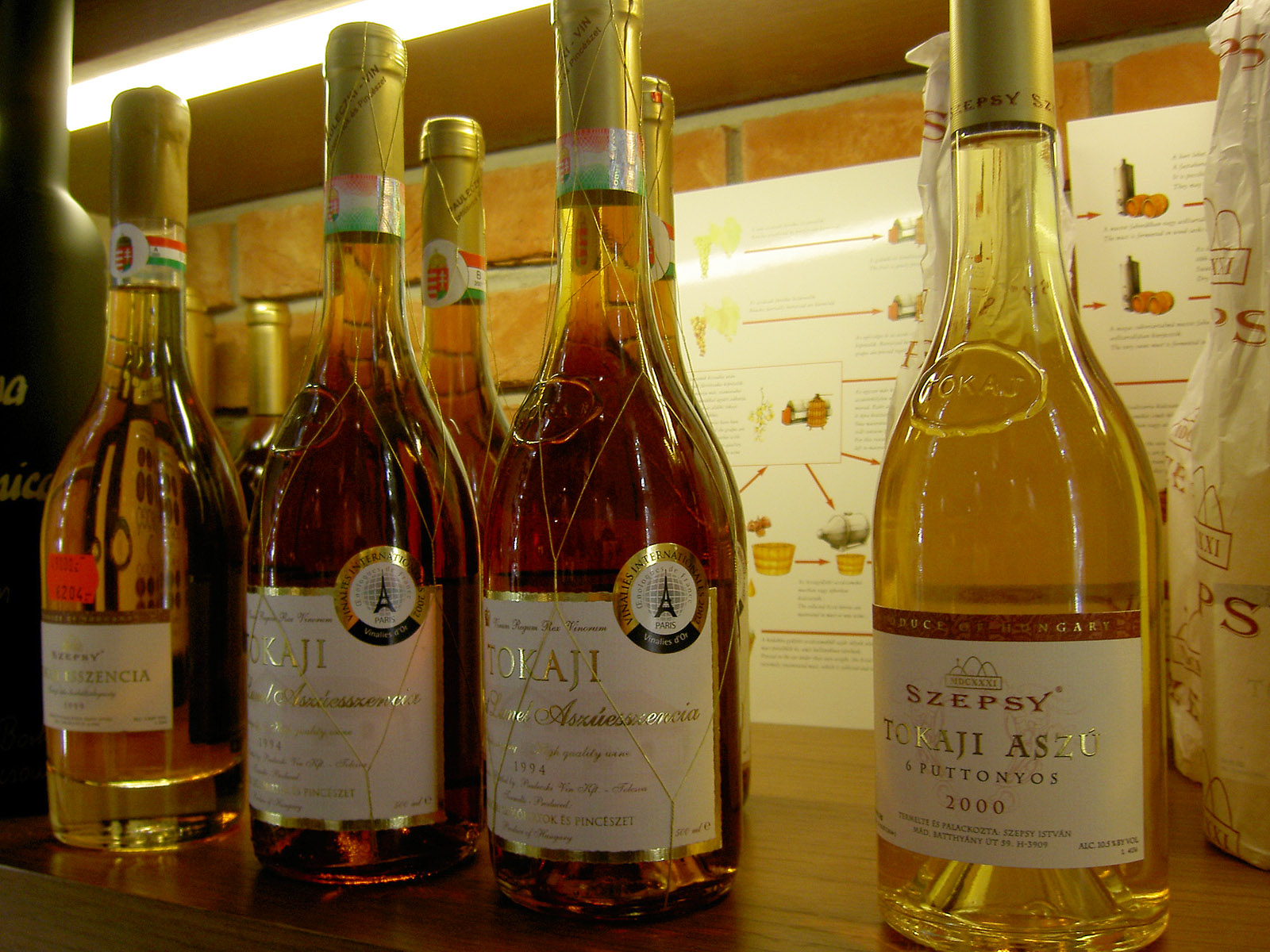
Tokajské

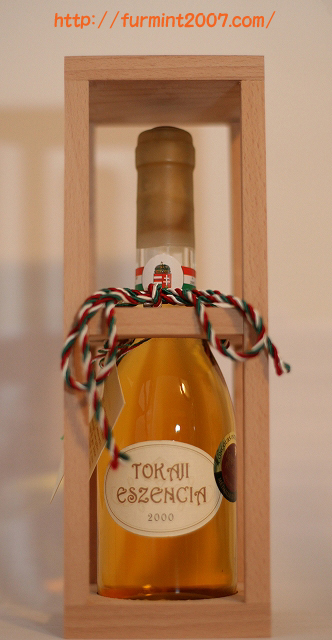
Eszencia

Charakter výsledného vína je velmi závislý na tom, zda je víno vyrobeno reduktivní technologií nebo oxidativní metodou. Tokajská vína jsou vyráběna oxidativní metodou a převážně nejsou vyráběna jako odrůdová, jsou to cuvée povolených tokajských odrůd. Vyrábějí se jako Tokajské stolní (11% obj. alkoholu), Tokajské samorodné suché (13% obj. alkoholu), Tokajské samorodné sladké (14% obj. alkoholu, vyšší zbytkový cukr) a Tokajský výběr (aszu) dvojputňový až šestiputňový (podle počtu puten cibéb, přidaných do 135 l tokajského vína). Velmi vzácně se vyrábí i nejdražší, osmiputňový výběr, Eszencia. Vína se od sebe odlišují nejen rozdílným obsahem alkoholu a zbytkového cukru, ale i intenzitou zvláštního, specifického aroma (tzv. chlebovina).
Mimo tokajskou oblast lze při zvláštní péči a přízni počasí vyrobit odrůdová, zlatožlutá až slámově žlutá, suchá a řízná, extraktivní, parfémovaná vína vyšší acidity s obsahem alkoholu často přesahujícím 13 %, v mládí s buketem přezrálých jablek, později heřmánku a medu, někdy i s kovovými tóny, s aroma hrušek, při plném vyzrání i skořice, čokolády, koření, kouře, tabáku, čaje. Pro sladká vína jsou typické meruňky, marcipán, červený pomeranč, cukroví. V případě reduktivního kvašení se mohou ve vůni objevovat tóny jablek, hrušek, limetky, grapefruitu, ananasu či letních květin, v chuti pak med a kořenitost. V poslední době jsou s úspěchem připravována i bariková odrůdová vína. V Rakousku je z hroznů odrůdy Furmint vyráběno sladké dezertní víno přívlastku "Ausbruch".